# Паркер, Уильям Н.
Уильям Нельсон Паркер (англ. William (Bill) N. (Nelson) Parker; 14 июня 1919, Колумбус — 29 апреля 2000, Хамден) — американский экономист, специалист по экономической истории. Доктор философии (1951), именной профессор экономики и американских штудий Йеля (эмерит, в отставке с 1989 года). Член Американской академии искусств и наук (1986). Лауреат Jonathan Hughes Prize (1995).
Являлся президентом Economic History Association (1969-70).

## Биография
Окончил Гарвардский колледж (бакалавр английского magna cum laude, 1939), учился с Richard Ruggles и Джеймсом Тобином; избран в Phi Beta Kappa. Переключился на экономику и в 1941 году в Гарварде получил степень магистра. Его занятия прервала война. В 1941 он уехал в Вашингтон служить в Office of Production Management. Затем с того же года по 1943 год служил в United States Army Ordnance Corps. В 1943-45 экономический аналитик в Управлении стратегических служб в Европе, дослужился до звания майора. Находился на госслужбе до 1948 года, когда вернулся в Гарвард. В 1951 году получил там степень доктора философии, стал историком экономики, занимался во Франции и Германии. Преподавал в Колледже Уильямса (1951-6) и Университете Северной Каролины (1956-62), а с 1962?3 года в Йеле, станет там именными профессором (Philip Golden Bartlett Professor) экономики и экономической истории. Исследовал возникновение и развитие современных капиталистических институтов в Европе и Соединённых Штатах. В 1984 году удостоился фестшрифта.
Являлся редактором Journal of Economic History (1961-6).
Остались жена, сын и дочь, внуки. Умер после продолжительной болезни.
Автор многих работ. Редактор Economic History and the Modern Economist (Oxford, Basil Blackwell, 1986).
Соредактор European Peasants and Their Markets: Essays in Agrarian Economic History (1976).